# Homer Dodge Martin

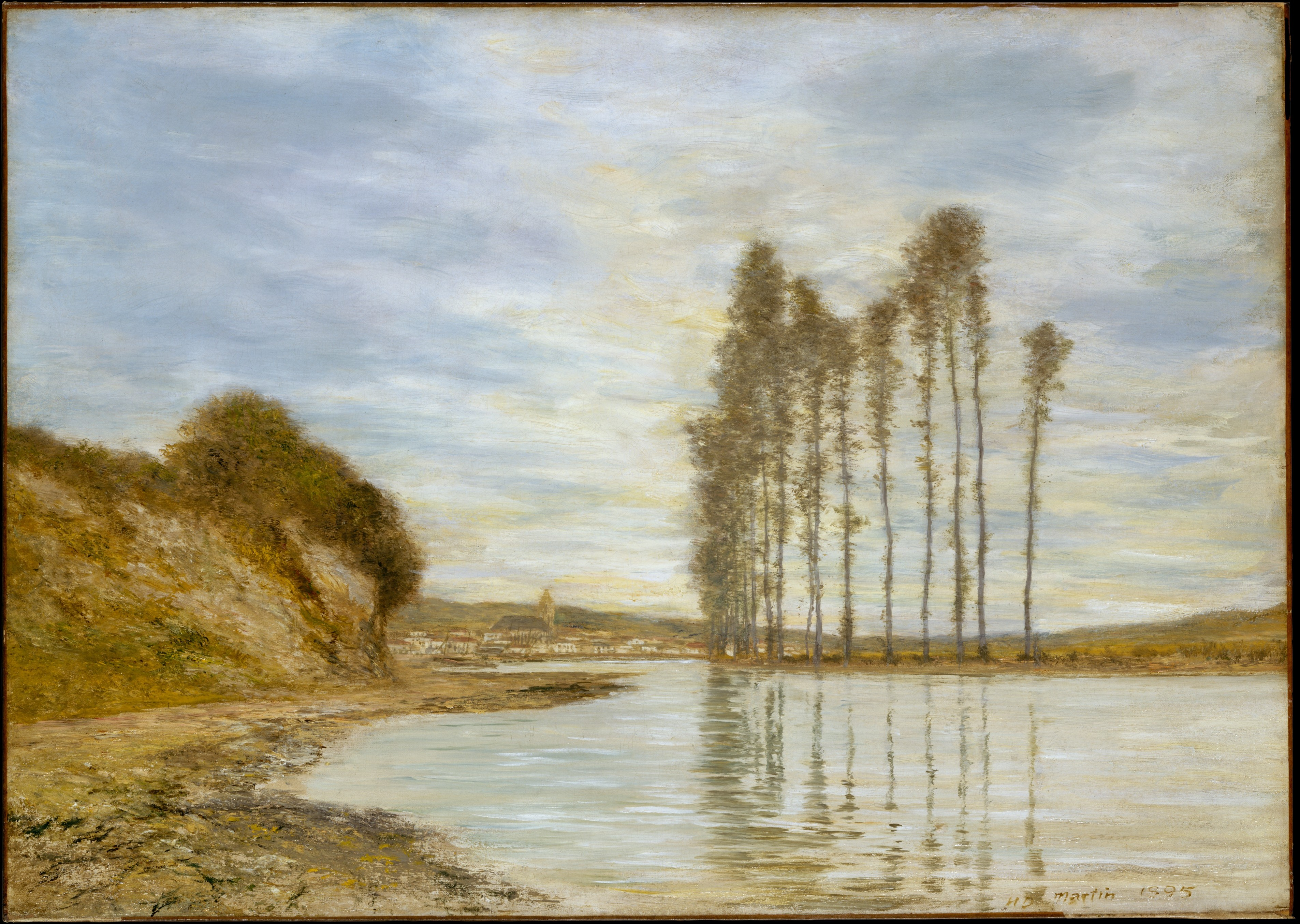
Harp of the Winds, ok. 1893–1895

Homer Dodge Martin (ur. 28 października 1836, zm. 2 lutego 1897) – amerykański malarz pejzażysta.

## Życiorys
Urodził się w Albany. Był samoukiem, krótko uczył się jedynie u Williama Harta, jego pierwsze prace utrzymane były w stylu Hudson River School. W czasie pobytu we Francji (1881–1886) zaczął tworzyć pod wpływem barbizończków. Malował melancholijne krajobrazy o subtelnej kolorystyce, poetycko interpretujące naturę. Od 1868 był członkiem stowarzyszonym National Academy of Design, pełne członkostwo uzyskał w 1874. Ostatnie lata spędził w Saint Paul w Minnesocie, gdzie prawie niewidomy namalował Adirondack Scenery z pamięci.
Liczne prace artysty znajdują się w kolekcjach amerykańskich: Metropolitan Museum of Art, Addison Gallery of American Art, Smithsonian American Art Museum, Albany Institute of History and Art, Cleveland Museum of Art, Portland Art Museum i Museum of Fine Arts w Bostonie.

## Ważniejsze prace
- Harp of the Winds,
- Sand Dunes at Lake Ontario,
- White Mountains,
- Sea at Villerville.